# Haus Brockhausen (Unna-Königsborn)

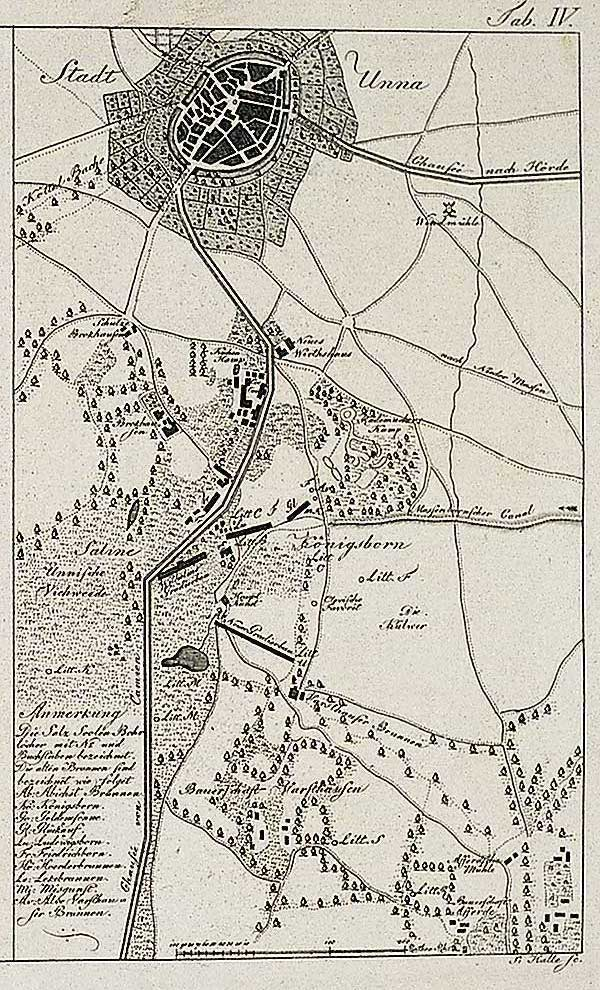
Karte aus dem Jahr 1799 (Norden ist unten)

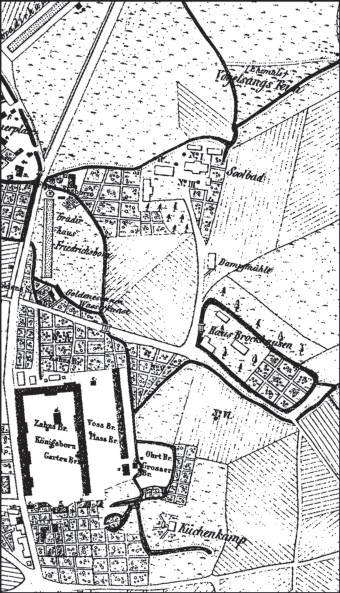
Karte aus dem Jahr 1856

Das frühere Lehngut Haus Brockhausen lag an der heutigen Platanenallee in dem Unnaer Stadtteil Königsborn, der im Laufe der Jahrhunderte um das ursprüngliche Rittergut aus dem 14. Jahrhundert herum entstand.

## Geschichte
Laut einer Urkunde kaufte ein Ritter Godert oder Godekin van Molhuson (bedeutet Mühlhausen) am 22. April 1361 das früher auch „Wilravengut“ genannte Haus Brockhausen. Am 13. Mai 1361 wurde Ritter Godekin von der Äbtissin des Stiftes Essen mit dem Gut Brockhausen zunächst belehnt, bevor es bis zum 2. März 1372 in sein Eigentum überging. Ab dem 17. September 1423 war es für sieben Jahre im Lehensbesitz eines Ritters Ludeken van Ulffersen (= Uelzen). Seitdem wurde es durch die Jahrhunderte hindurch von wechselnden Familien als Landgut bewirtschaftet, u. a. ab 1487 von den Herren von Buttel.
Im Jahr 1751 erwarb der preußische Justitiar Zahn das Anwesen im Zusammenhang mit dem Salinenbetrieb von Königsborn. Im Jahr 1788 wurde der königlich-preußische Kriegs- und Domänenrat Christian Friedrich Meyer durch seine Heirat mit Elisabeth Sophia Friederike, geborene Zahn, Besitzer des Lehngutes und gründete hier 1798 die Westphälische Naturforschende Gesellschaft zu Brockhausen.
Circa 1850 ging das Haus Brockhausen auf den Schulzen Röchling über.
Anfang der 1950er Jahre wurde es abgerissen. Im Jahr 1952 kaufte die damalige Landwirtschaftskammer Westfalen-Lippe das Hofgelände nebst umliegenden Weideflächen, um einen landwirtschaftlichen Lehr- und Versuchsbetrieb zu errichten, so dass sich auf das ehemalige Gutsgelände von 1954 bis 1983 die auch über Unna hinaus bekannte Lehr- und Versuchsanstalt für Kleintierzucht Unna-Königsborn erstreckte.
Vom Haus Brockhausen zu unterscheiden ist der heute noch erhaltene Oberhof Brockhausen in Afferde.